# Конотопский район
Коното́пский район (укр. Конотопський район, [konoˈtɔpsʲkɪj rɑˈjɔn̪], произношениео файле) — административно-территориальное образование в Сумской области Украины.

## Географическое положение
Конотопский район расположен на западе Сумской области. С ним соседствуют Шосткинский, Роменский и Сумский районы Сумской области, Нежинский район Черниговской области.
Административным центром района является город (с 1638 года) Конотоп, который в состав района не входит.
По территории района протекают реки Сейм, Куколка, Езуч, Канава Новая Косова, Кросна, Ромен и Малый Ромен.

## Население
Численность населения района в укрупнённых границах — 204,2 тыс. человек.
Численность населения района в границах до 17 июля 2020 года по состоянию на 1 января 2020 года — 26 838 человек, из них городского населения — 2 395 человек (пгт Дубовязовка), сельского — 24 443 человека.
В 1979 году население района составляло 68,6 тыс. человек, в 2001 году — 39 567 человек (в том числе городское — 3 016 человек, сельское — 36 551 человек).
По состоянию на 1 января 2019 года, население района составляло 27 492 человека (2 454 городского и 25 038 сельского).

## История
Земли, на которых размещён Конотопский район, издавна привлекали людей. Об этом свидетельствуют многочисленные находки, выявленные во время археологических раскопок.
На Конотопщине находятся 272 археологических памятника: временные стоянки древних времён, поселения, городища, курганы. Относятся они к разным эпохам — от каменного века до времён Киевской Руси. К самым старым сёлам Конотопщины относятся сёла Мельня — первое упоминание датируется 1500 годом и Карабутово — 1572 год, а также село Великий Самбор, которое известно с начала XVI века.
В 1635 году часть земель вошла в состав Черниговского воеводства Речи Посполитой.
Летом 1659 года в этих местах была Конотопская битва между русскими войсками воеводы Алексея Трубецкого, казаками гетмана Выговского и крымско-татарскими войсками. Бой произошёл на поле между сёлами Сосновка и Шаповаловка.
17 июня 1672 года на территории современного села Козацкое, в Козацкой дубраве на Козацкой раде был избран гетманом левобережной Украины Иван Самойлович.
За многолетнюю историю края его административные границы неоднократно изменялись. По приказу Екатерины II в 1782 году эти земли вошли в Новгород-Северское наместничество, а с 1802 года — в Черниговскую губернию. В 1920е годы вместо губерний были созданы округа, в Конотопский округ вошёл Конотопский район.
Датой создания Конотопского района считается 1923 год, когда он стал самостоятельной административно-территориальной единицей, в состав которой вошёл Конотопский, Борзнянский и Кролевецкий уезды. В 1932 году с переходом на трёхступенчатую административно-территориальную систему: район-область-центр — было создано пять областей, и Конотопский район на некоторое время вошёл в состав Киевской области Украинской Советской Социалистической Республики.
10 января 1939 года Указом Президиума Верховного совета СССР район был из состава Черниговской области передан в новообразованную Сумскую область.
(С созданием Сумской области 10 января 1939 года многие районы были переданы в её состав.)
В ходе Великой Отечественной войны в 1941—1943 годах район был оккупирован немецкими войсками
После войны район трижды изменял свои границы. В 1957 году к району были присоединены 8 сёл, а в 1960 году — ещё 6 сёл бывшего Дубовязовского района, в 1963 году были присоединены сёла Духановка и Дептовка. 1 июня 1960 года к Конотопскому району была присоединена часть территории упразднённого Смеловского района.
17 июля 2020 года в результате административно-территориальной реформы район был укрупнён, в его состав вошли территории:
- Конотопского района,
- Бурынского района,
- Кролевецкого района,
- Путивльского района,
- а также города областного значения Конотоп.

## Административное устройство
Район в укрупнённых границах с 17 июля 2020 года делится на 8 территориальных общин (громад), в том числе 4 городские, 1 поселковую и 3 сельские общины (в скобках — их административные центры):
- Городские:
  - Конотопская городская община (город Конотоп),
  - Бурынская городская община (город Бурынь),
  - Кролевецкая городская община (город Кролевец),
  - Путивльская городская община (город Путивль);
- Поселковые:
  - Дубовязовская поселковая община (пгт Дубовязовка);
- Сельские:
  - Бочечковская сельская община (село Бочечки),
  - Новослободская сельская община (село Новая Слобода),
  - Поповская сельская община (село Поповка).

### История деления района

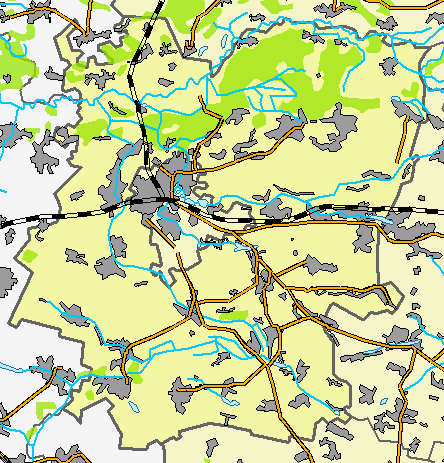
Район в старых границах до 17 июля 2020 года

Район в старых границах до 17 июля 2020 года включал в себя:
| - Поселковых советов: 1 - Сельских советов: 29 | - Посёлков городского типа: 1 - Посёлков: 7 - Сёл: 75 |

Местные советы (в старых границах до 17 июля 2020 года):
| - Дубовязовский поселковый совет - Бочечковский сельский совет - Великосамборский сельский совет - Вировский сельский совет - Вязовский сельский совет - Гружчанский сельский совет - Дептовский сельский совет - Духановский сельский совет - Жовтневский сельский совет - Землянский сельский совет - Казацкий сельский совет - Карабутовский сельский совет - Кошаровский сельский совет - Красненский сельский совет - Кузьковский сельский совет | - Малосамборский сельский совет - Мельнянский сельский совет - Михайло-Анновский сельский совет - Пекаревский сельский совет - Поповский сельский совет - Присеймовский сельский совет - Салтыковский сельский совет - Сахновский сельский совет - Сосновский сельский совет - Терновский сельский совет - Хижковский сельский совет - Шаповаловский сельский совет - Шевченковский сельский совет - Шпотовский сельский совет - Юровский сельский совет |

Населённые пункты (в старых границах до 17 июля 2020 года):
| с. Андреевское с. Анютино с. Базилевка пос. Белозерка пос. Белоусовка с. Бережное с. Бондари с. Бочечки с. Броды с. Великий Самбор с. Вировка с. Вишневое с. Вовчик с. Вольное с. Вязовое с. Гамалиевка с. Грузское с. Гуты с. Дептовка с. Дубинка пгт Дубовязовка с. Духановка с. Жигайловка с. Жолдаки пос. Заводское пос. Зализничное с. Землянка с. Казацкое | с. Калишенково с. Капитановка с. Карабутово с. Кохановка с. Кошары с. Красное с. Кузьки с. Куриловка с. Лебедево с. Лысогубовка с. Малый Самбор с. Марьяновка с. Мельня с. Михайло-Анновка с. Нехаевка с. Нечаевское с. Новое с. Новомутин с. Новоселовка с. Озаричи с. Пекари с. Першотравневое пос. Питомник с. Полтавка с. Поповка с. Привокзальное с. Прилужье с. Присеймье | с. Раки с. Ракитное с. Савойское с. Салтыково с. Сарнавщина с. Сахны с. Селище с. Семяновка с. Совинка с. Сосновка с. Таранское с. Терновка пос. Тополиное с. Торговица с. Тулушка с. Турутино с. Ульяновка с. Фесовка с. Хижки с. Червоный Яр с. Черноплатово с. Шаповаловка с. Шевченково пос. Шевченковское с. Шпотовка с. Щёкинское с. Юровка |

Ликвидированные населённые пункты (в старых границах до 17 июля 2020 года):
| с. Гайки с. Кросна | с. Кут с. Ровчаки |

## Известные люди

### В районе родились
- Бандура, Александр Викторович (род. 1986) — футболист «Металлург» (Донецк).
- Дуткин, Алексей Иванович (1902—1972) — советский военный деятель, Генерал-майор (1 октября 1942 года).
- Рень, Виктор Алексеевич (род. 1951) — инструктор-испытатель авиационно-космической техники, парашютист-испытатель, заместитель начальника 3-го управления Центра подготовки космонавтов имени Ю. А. Гагарина, полковник, Герой Российской Федерации (2005).